# Stickle Tarn (Langdale)
Der Stickle Tarn ist ein See im Lake District, Cumbria, England. Der See liegt in einem Kar östlich von Pavey Ark und Harrison Stickle. Der natürliche See wurde 1838 durch einen Damm weiter aufgestaut, um Wasser für die Schießpulvermühle in Elterwater und die Mühle bei Millbeck zu liefern. Der Wasserspiegel des Sees ist durch den Damm um etwa zwei Meter angestiegen.
Der Bright Beck bildet den Zufluss des Sees an dessen Nord-Ost Ecke und der Stickle Ghyll ist sein Abfluss im Süd-Osten.
Der See ist von der B5343 im Great Langdale Tal über den vom National Trust ausgebauten und betreuten Stickle Tarn Trail zu erreichen.